# 清水村 (大阪府東成郡)
清水村（しみずむら）は、大阪府東成郡にあった村。現在の大阪市旭区の一部および鶴見区緑の東部にあたる。

## 歴史
- 1889年（明治22年）4月1日 - 町村制施行により、東成郡貝脇村、上辻村、馬場村、般若寺村、別所村が合併して清水村が発足。大字馬場に村役場を設置。
- 1925年（大正14年）4月1日 - 大阪市に編入され、東成区貝脇町、上辻町、北清水町、両国町、別所町となる。
- 1932年（昭和7年）10月1日 - 分区により、旧村域が旭区へ転属。
- 1933年（昭和8年） - 新森小路北、新森小路中、新森小路南の新町名が起立。
- 1943年（昭和18年）4月1日 - 分区により、両国町、別所町のそれぞれ南部が城東区へ転属。
- 1971年（昭和46年） - 旭区が清水、新森の現行町名を実施。
- 1974年（昭和49年）7月22日 - 分区により、城東区側の旧村域が鶴見区へ転属となり、鶴見区が緑の現行町名を実施。

## 経済

### 産業
農業
『大日本篤農家名鑑』によれば清水村の篤農家は、田中新五郎がいた。

## 交通

### 鉄道路線
現在は旧村域にOsaka Metro今里筋線清水駅、新森古市駅が所在するが、当時は未開業。